# Jan Klaassens
Jan Klaassens (Venlo, 4 september 1931 – Baarlo, 12 februari 1983) was een Nederlands voetballer. Hij speelde als middenvelder 57 keer in het Nederlands voetbalelftal, kwam 505 maal in het veld als speler van VVV uit Venlo en verdedigde 202 keer de kleuren van Feyenoord uit Rotterdam (waarvan veertien keer in een Europacupduel). Hij is na Mark van Bommel de Limburgse voetballer met de grootste staat van dienst.

## Clubcarrière

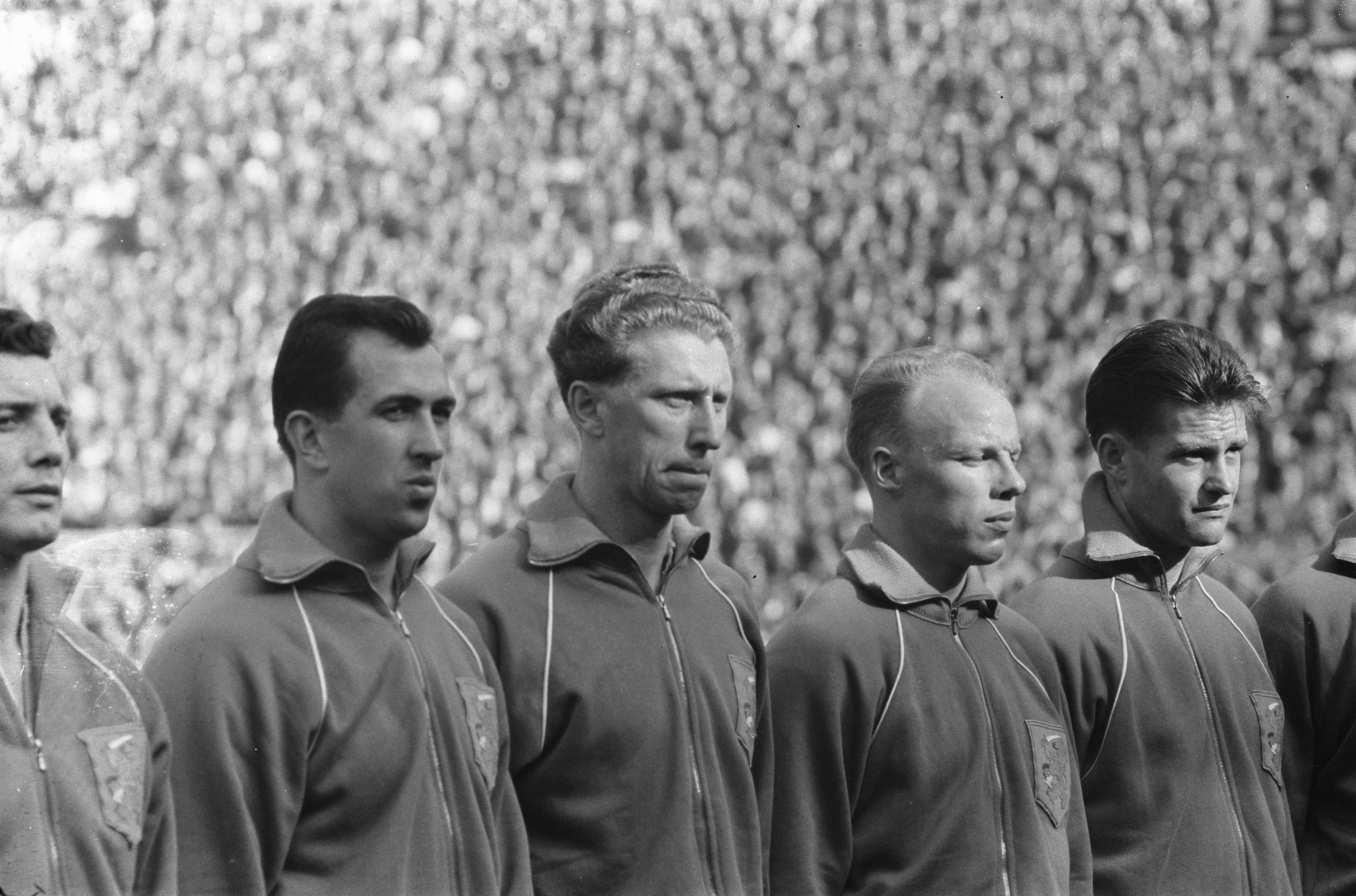
Klaassens (midden) bij België-Nederland in 1960

Klaassens begon zijn voetbalcarrière als jeugdspeler bij Venlosche Boys, maar hij maakte al snel de overstap naar VVV. Op 12 december 1948 mocht hij in een thuiswedstrijd tegen Juliana als zeventienjarige zijn debuut maken in het hoogste elftal van de Venlose club waarbij hij meteen een vaste plek veroverde. Als halfspeler vormde hij de motor van de ploeg. Met VVV won Klaassens in 1959 de KNVB beker. In diezelfde zomer verkocht de club hem voor een behoorlijke transfersom van 100.000 gulden aan Feyenoord, waarmee hij grote successen wist te behalen. De club werd in 1961 en 1962 landskampioen en reikte in het seizoen 1962/1963 tot de halve finale van de Europa Cup I, waarin ze ten slotte door Benfica werd gestuit. Toch lag bij VVV zijn hart, reden waarom hij er in 1964 naar terugkeerde. Hij speelde er nog drie seizoenen, om uiteindelijk op zaterdag 29 juli 1967 tijdens VVV-PSV afscheid te nemen.

### Clubstatistieken
| Seizoen         | Club            | Competitie                 | Competitie | Competitie | Beker | Beker | Overig1 | Overig1 | Totaal | Totaal |
| Seizoen         | Club            | Competitie                 | Wed.       | Dlp.       | Wed.  | Dlp.  | Wed.    | Dlp.    | Wed.   | Dlp.   |
| --------------- | --------------- | -------------------------- | ---------- | ---------- | ----- | ----- | ------- | ------- | ------ | ------ |
| 1948/49         | VVV             | Eerste klasse Zuid I       | 6          | 3          | —     | —     | —       | —       | 6      | 3      |
| 1949/50         | VVV             | Eerste klasse Zuid I       | 16         | 7          | —     | —     | —       | —       | 16     | 7      |
| 1950/51         | VVV             | Eerste klasse E            | 22         | 4          | —     | —     | —       | —       | 22     | 4      |
| 1951/52         | VVV             | Eerste klasse D            | 23         | 3          | —     | —     | —       | —       | 23     | 3      |
| 1952/53         | VVV             | Eerste klasse C            | 24         | 0          | —     | —     | —       | —       | 24     | 0      |
| 1953/54         | VVV             | Eerste klasse C            | 26         | 0          | —     | —     | —       | —       | 26     | 0      |
| 1954/55         | VVV             | Eerste klasse C afgebroken | 8          | 1          | —     | —     | —       | —       | 8      | 1      |
| 1954/55         | VVV             | Eerste klasse D            | 22         | 5          | —     | —     | —       | —       | 22     | 5      |
| 1955/56         | VVV             | Hoofdklasse A              | 32         | 3          | —     | —     | —       | —       | 32     | 3      |
| 1956/57         | VVV             | Eredivisie                 | 34         | 2          | 3     | 0     | —       | —       | 37     | 2      |
| 1957/58         | VVV             | Eredivisie                 | 32         | 2          | 1     | 0     | —       | —       | 33     | 2      |
| 1958/59         | VVV             | Eredivisie                 | 34         | 8          | 6     | 4     | —       | —       | 40     | 12     |
| 1959/60         | Feijenoord      | Eredivisie                 | 33         | 3          | —     | —     | 5       | 2       | 38     | 5      |
| 1960/61         | Feijenoord      | Eredivisie                 | 32         | 2          | 1     | 0     | —       | —       | 33     | 2      |
| 1961/62         | Feijenoord      | Eredivisie                 | 21         | 2          | 0     | 0     | 8       | 0       | 29     | 2      |
| 1962/63         | Feijenoord      | Eredivisie                 | 28         | 0          | 2     | 0     | 10      | 0       | 40     | 0      |
| 1963/64         | Feijenoord      | Eredivisie                 | 26         | 0          | 2     | 0     | 2       | 0       | 30     | 0      |
| 1964/65         | VVV             | Eerste divisie             | 30         | 1          | 1     | 0     | —       | —       | 31     | 1      |
| 1965/66         | VVV             | Eerste divisie             | 27         | 1          | 3     | 0     | —       | —       | 30     | 1      |
| 1966/67         | FC VVV          | Tweede divisie             | 36         | 5          | —     | —     | —       | —       | 36     | 5      |
| Carrière totaal | Carrière totaal | Carrière totaal            | 512        | 52         | 19    | 4     | 25      | 2       | 556    | 58     |

## Interlandcarrière

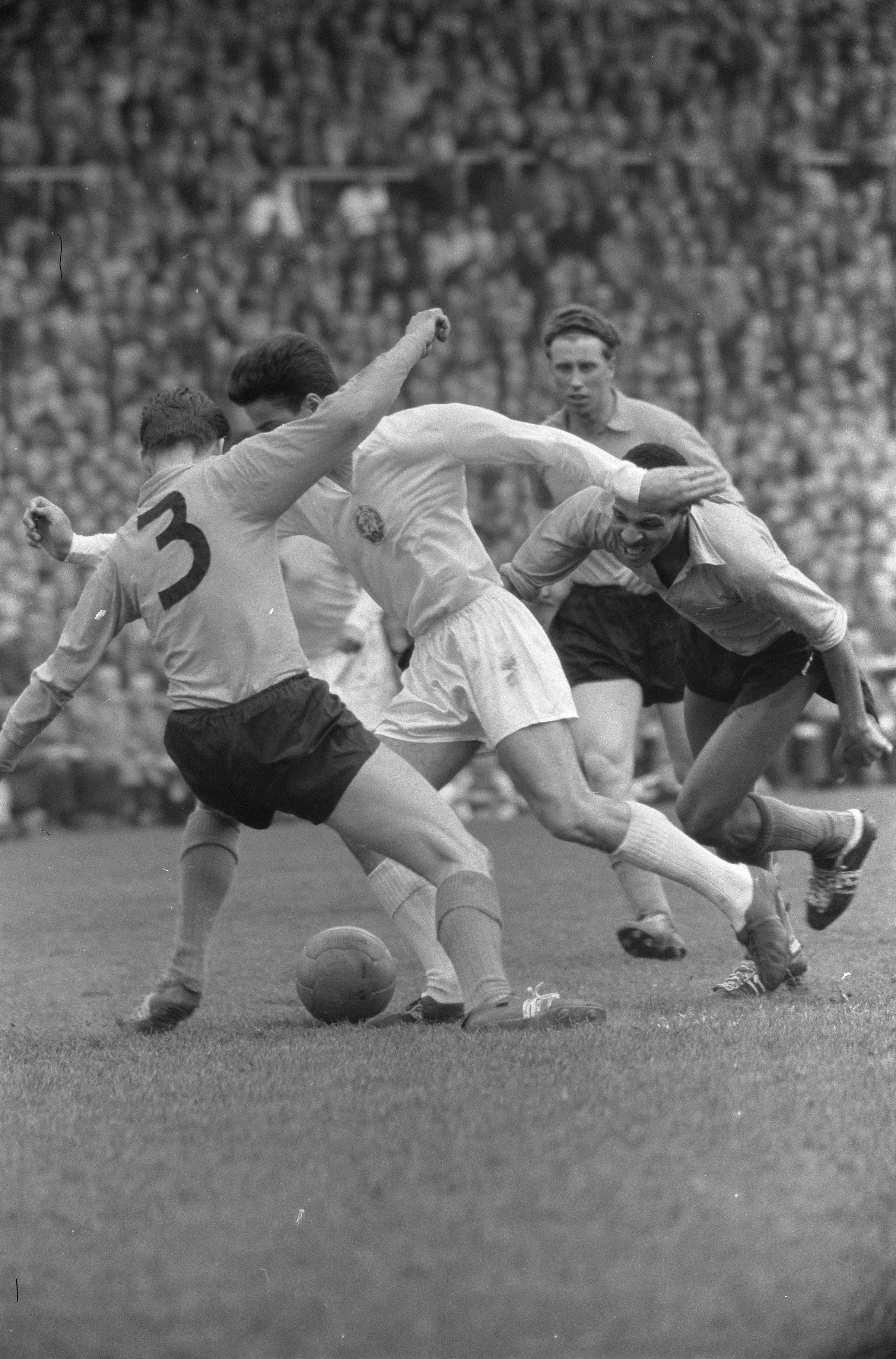
Klaassens kijkt toe tijdens de interland Nederland-Bulgarije op 3 april 1960 (4-2)

Tijdens zijn dienstplicht in 1952 speelde Jan Klaassens in het Nederlands militair elftal samen met onder andere Rinus Michels en Ger van Mourik in het team dat een derde plaats behaalde op de Militaire Wereldkampioenschappen voetbal.
Zijn debuut in het Nederlands voetbalelftal maakte hij op 7 maart 1953 tegen Denemarken in een thuiswedstrijd die Oranje met 1-2 verloor. Klaassens kreeg voor zijn optreden echter lof toegezwaaid en werd vanaf dat duel voortdurend geselecteerd. Zo was hij aanvoerder van het elftal dat op 14 maart 1956 in Düsseldorf de wedstrijd tegen West-Duitsland, de toenmalige wereldkampioen, met 2-1 won. Slechts één keer ontbrak hij voor langere tijd. Na de uitschakeling in de kwalificatie voor het WK 1962 kostte de roep om vernieuwing en verjonging van Oranje hem zijn basisplaats. Daar kwam nog bij dat hij op 2 maart 1962 na afloop van de training bij Feyenoord een ernstig auto-ongeluk kreeg waarbij hij enkele halswervels scheurde en zes weken plat op zijn rug moest blijven liggen. Vervolgens knokte Klaassens zich terug in het eerste van Feyenoord en vervolgens in Oranje. Tegen Zwitserland op 31 maart 1963 was hij er weer bij, om vervolgens nog enkele interlands aan zijn palmares toe te voegen.

### Interlandstatistieken
| Interlands van Jan Klaassens voor Nederland | Interlands van Jan Klaassens voor Nederland | Interlands van Jan Klaassens voor Nederland | Interlands van Jan Klaassens voor Nederland | Interlands van Jan Klaassens voor Nederland | Interlands van Jan Klaassens voor Nederland |
| №                                           | Datum                                       | Wedstrijd                                   | Uitslag                                     | Competitie                                  | Goals                                       |
| Als speler van VVV                          | Als speler van VVV                          | Als speler van VVV                          | Als speler van VVV                          | Als speler van VVV                          | Als speler van VVV                          |
| ------------------------------------------- | ------------------------------------------- | ------------------------------------------- | ------------------------------------------- | ------------------------------------------- | ------------------------------------------- |
| 1                                           | 7 maart 1953                                | Nederland – Denemarken                      | 1 – 2                                       | Vriendschappelijk                           | 0                                           |
| 2                                           | 22 maart 1953                               | Nederland – Zwitserland                     | 1 – 2                                       | Vriendschappelijk                           | 0                                           |
| 3                                           | 19 april 1953                               | Nederland – België                          | 0 – 2                                       | Vriendschappelijk                           | 0                                           |
| 4                                           | 27 september 1953                           | Noorwegen – Nederland                       | 4 – 0                                       | Vriendschappelijk                           | 0                                           |
| 5                                           | 25 oktober 1953                             | Nederland – België                          | 1 – 0                                       | Vriendschappelijk                           | 0                                           |
| 6                                           | 7 maart 1954                                | Nederland – Engeland (am.)                  | 1 – 0                                       | Vriendschappelijk                           | 0                                           |
| 7                                           | 4 april 1954                                | België – Nederland                          | 4 – 0                                       | Vriendschappelijk                           | 0                                           |
| 8                                           | 30 mei 1954                                 | Zwitserland – Nederland                     | 3 – 1                                       | Vriendschappelijk                           | 0                                           |
| 9                                           | 24 oktober 1954                             | België – Nederland                          | 4 – 3                                       | Vriendschappelijk                           | 0                                           |
| 10                                          | 3 april 1955                                | Nederland – België                          | 1 – 0                                       | Vriendschappelijk                           | 0                                           |
| 11                                          | 1 mei 1955                                  | Ierland – Nederland                         | 1 – 0                                       | Vriendschappelijk                           | 0                                           |
| 12                                          | 19 mei 1955                                 | Nederland – Zwitserland                     | 4 – 1                                       | Vriendschappelijk                           | 0                                           |
| 13                                          | 16 oktober 1955                             | Nederland – België                          | 2 – 2                                       | Vriendschappelijk                           | 0                                           |
| 14                                          | 6 november 1955                             | Nederland – Noorwegen                       | 3 – 0                                       | Vriendschappelijk                           | 0                                           |
| 15                                          | 16 november 1955                            | Saarland – Nederland                        | 1 – 2                                       | Vriendschappelijk                           | 0                                           |
| 16                                          | 14 maart 1956                               | West-Duitsland – Nederland                  | 1 – 2                                       | Vriendschappelijk                           | 0                                           |
| 17                                          | 8 april 1956                                | België – Nederland                          | 0 – 1                                       | Vriendschappelijk                           | 0                                           |
| 18                                          | 10 mei 1956                                 | Nederland – Ierland                         | 1 – 4                                       | Vriendschappelijk                           | 0                                           |
| 19                                          | 6 juni 1956                                 | Nederland – Saarland                        | 3 – 2                                       | Vriendschappelijk                           | 0                                           |
| 20                                          | 14 oktober 1956                             | België – Nederland                          | 2 – 3                                       | Vriendschappelijk                           | 0                                           |
| 21                                          | 4 november 1956                             | Denemarken – Nederland                      | 2 – 2                                       | Vriendschappelijk                           | 0                                           |
| 22                                          | 30 januari 1957                             | Spanje – Nederland                          | 5 – 1                                       | Vriendschappelijk                           | 0                                           |
| 23                                          | 20 maart 1957                               | Nederland – Luxemburg                       | 4 – 1                                       | WK-kwalificatie                             | 0                                           |
| 24                                          | 3 april 1957                                | Nederland – West-Duitsland                  | 1 – 2                                       | Vriendschappelijk                           | 0                                           |
| 25                                          | 28 april 1957                               | Nederland – België                          | 1 – 1                                       | Vriendschappelijk                           | 0                                           |
| 26                                          | 26 mei 1957                                 | Oostenrijk – Nederland                      | 3 – 2                                       | WK-kwalificatie                             | 0                                           |
| 27                                          | 11 september 1957                           | Luxemburg – Nederland                       | 2 – 5                                       | WK-kwalificatie                             | 0                                           |
| 28                                          | 25 september 1957                           | Nederland – Oostenrijk                      | 1 – 1                                       | WK-kwalificatie                             | 0                                           |
| 29                                          | 17 november 1957                            | Nederland – België                          | 5 – 2                                       | Vriendschappelijk                           | 0                                           |
| 30                                          | 13 april 1958                               | België – Nederland                          | 2 – 7                                       | Vriendschappelijk                           | 0                                           |
| 31                                          | 23 april 1958                               | Nederland – Curaçao                         | 8 – 1                                       | Vriendschappelijk                           | 0                                           |
| 32                                          | 4 mei 1958                                  | Nederland – Turkije                         | 1 – 2                                       | Vriendschappelijk                           | 0                                           |
| 33                                          | 28 mei 1958                                 | Noorwegen – Nederland                       | 0 – 0                                       | Vriendschappelijk                           | 0                                           |
| 34                                          | 28 september 1958                           | België – Nederland                          | 2 – 3                                       | Vriendschappelijk                           | 0                                           |
| 35                                          | 15 oktober 1958                             | Nederland – Denemarken                      | 5 – 1                                       | Vriendschappelijk                           | 0                                           |
| 36                                          | 2 november 1958                             | Nederland – Zwitserland                     | 2 – 0                                       | Vriendschappelijk                           | 0                                           |
| 37                                          | 19 april 1959                               | Nederland – België                          | 2 – 2                                       | Vriendschappelijk                           | 0                                           |
| 38                                          | 10 mei 1959                                 | Turkije – Nederland                         | 0 – 0                                       | Vriendschappelijk                           | 0                                           |
| 39                                          | 13 mei 1959                                 | Bulgarije – Nederland                       | 3 – 2                                       | Vriendschappelijk                           | 0                                           |
| 40                                          | 27 mei 1959                                 | Nederland – Schotland                       | 1 – 2                                       | Vriendschappelijk                           | 0                                           |
| Als speler van Feijenoord                   |                                             |                                             |                                             |                                             |                                             |
| 41                                          | 4 oktober 1959                              | Nederland – België                          | 9 – 1                                       | Vriendschappelijk                           | 1                                           |
| 42                                          | 21 oktober 1959                             | West-Duitsland – Nederland                  | 7 – 0                                       | Vriendschappelijk                           | 0                                           |
| 43                                          | 4 november 1959                             | Nederland – Noorwegen                       | 7 – 1                                       | Vriendschappelijk                           | 0                                           |
| 44                                          | 3 april 1960                                | Nederland – Bulgarije                       | 4 – 2                                       | Vriendschappelijk                           | 0                                           |
| 45                                          | 24 april 1960                               | België – Nederland                          | 2 – 1                                       | Vriendschappelijk                           | 0                                           |
| 46                                          | 18 mei 1960                                 | Zwitserland – Nederland                     | 3 – 1                                       | Vriendschappelijk                           | 0                                           |
| 47                                          | 26 juni 1960                                | Mexico – Nederland                          | 3 – 1                                       | Vriendschappelijk                           | 0                                           |
| 48                                          | 29 juni 1960                                | Nederlandse Antillen – Nederland            | 0 – 0                                       | Vriendschappelijk                           | 0                                           |
| 49                                          | 3 juli 1960                                 | Suriname – Nederland                        | 3 – 4                                       | Vriendschappelijk                           | 0                                           |
| 50                                          | 2 oktober 1960                              | België – Nederland                          | 1 – 4                                       | Vriendschappelijk                           | 0                                           |
| 51                                          | 30 oktober 1960                             | Tsjecho-Slowakije – Nederland               | 4 – 0                                       | Vriendschappelijk                           | 0                                           |
| 52                                          | 19 april 1961                               | Nederland – Mexico                          | 1 – 2                                       | Vriendschappelijk                           | 0                                           |
| 53                                          | 30 april 1961                               | Nederland – Hongarije                       | 0 – 3                                       | WK-kwalificatie                             | 0                                           |
| 54                                          | 31 maart 1963                               | Zwitserland – Nederland                     | 1 – 1                                       | EK-kwalificatie                             | 0                                           |
| 55                                          | 17 april 1963                               | Nederland – Frankrijk                       | 1 – 0                                       | Vriendschappelijk                           | 0                                           |
| 56                                          | 2 mei 1963                                  | Nederland – Brazilië                        | 1 – 0                                       | Vriendschappelijk                           | 0                                           |
| 57                                          | 11 september 1963                           | Luxemburg – Nederland                       | 1 – 1                                       | EK-kwalificatie                             | 0                                           |

## Overlijden en eerbetoon
Na zijn afscheid bemoeide hij zich niet of nauwelijks nog met het voetbal. Tijdens het spelen van een partijtje tennis kreeg hij op zaterdag 12 februari 1983 geheel onverwacht een hartaanval en overleed. Later bleek dat hij door het keiharde werken tijdens zijn voetballoopbaan een vergroot hart had gekregen wat hem op 51-jarige leeftijd fataal werd. Als eerbetoon aan zijn grote voetballer drukt VVV sinds het seizoen 1996/1997 zijn portret af op briefpapier, clubcards, posters en staat er bij het VVV-stadion De Koel sinds 15 oktober 2004 een standbeeld van hem. Sinds 2005 reikt VVV jaarlijks de Jan Klaassens Award uit aan het grootste talent uit de eigen jeugdopleiding. In 2007 maakte vervoerder Veolia bekend dat de naam en afbeelding van de oud-international kwam te staan op een van de zestien nieuwe treinen op de Maaslijn.
Op de Parade in Venlo is nog de piepkleine tabakswinkel te vinden die hij jarenlang exploiteerde. Hier is sinds 2003 een dependance geopend van het Limburgs Museum, dat daar het Jan Klaassens Museum van maakte. Dit was destijds het kleinste museum van Nederland.